# روت هاسی
روت هاسی (انگلیسی: Ruth Hussey؛ ۳۰ اکتبر ۱۹۱۱ – ۱۹ آوریل ۲۰۰۵) یک هنرپیشه اهل ایالات متحده آمریکا بود. وی بین سال‌های ۱۹۳۷ تا ۱۹۷۳ میلادی فعالیت می‌کرد.
از فیلم‌ها یا برنامه‌های تلویزیونی که وی در آن نقش داشته است می‌توان به داستان فیلادلفیا، یه مرد لاغر دیگه اشاره کرد.